# Imovie
iMovie är en enklare typ av videoredigeringsprogram skapat av datortillverkaren Apple främst riktat till nybörjare och användare som inte behöver ha fullt så många finesser men ändå vill få jobbet gjort snabbt och enkelt. iMovie 3 och senare versioner går endast att använda på datorer med operativsystemet Mac OS.
Från och med version 5 av iMovie stöds användande av HD-video. Från om med år 2010 finns också en version av iMovie för operativsystemet IOS. Nuvarande version är iMovie 10.0.6 (okt 2014) för Mac OS och iMovie 2.1.1 (nov 2014) för IOS.